# Dryophthorus
Dryophthorus là một chi bọ cánh cứng trong họ Dryophthoridae.

## Các loài
Hiện tại ghi nhận được 18 loài trong chi này, tiêu biểu gồm:
- Dryophthorus americanus (Bedel, L., 1885)
- Dryophthorus corticalis (Paykull, 1792)
- Dryophthorus distinguendus Perkins, 1900 †
- Dryophthorus sculpturatus (Wollaston, 1873)